# 매화나무이끼
매화나무이끼(梅花－)는 매화나무이끼과에 속하며 학명은 Parmelia tinctorum이다. 나무껍질이나 바위에 붙어사는 나뭇잎 형태의 지의류로 온대지방에 널리 분포한다. 소나무·벚나무·매화나무 등의 나무껍질 위나 암벽 등지에 모여 자란다. 대기오염의 지표식물로서 지의체(地衣體)는 지름 10-30cm의 잎 모양이고 거의 타원형으로 퍼지는데 때로는 나무껍질 전체를 덮는 경우가 있다. 표면은 건조하며 회록색이나 약간 습기가 있으면 짙은 녹색으로 되고, 뒷면은 흑갈색이며 헛뿌리가 있어 다른 물체에 부착한다. 표면의 중앙부에는 가느다란 침 모양의 생식기관이 많이 있는데, 생식기관은 원반 모양이고 성숙하면 불규칙하게 갈라진다.